# Mazda CX-60
Mazda CX-60 — среднеразмерный внедорожник, выпускаемый японской автомобильной компанией Mazda с 2022 года.

## Описание
Автомобиль Mazda CX-60 был запущен в производство 8 марта 2022 года. По сути, это первый автомобиль Mazda с задне- и полноприводной компоновками на платформе Skyactiv и первый гибридный автомобиль. Исполнительный директор Mazda Australia Винеш Бхинди назвал это «техническим достижением».
Продажи автомобиля начались в конце апреля 2022 года в Японии. В Европу модель поставляется с 15 марта 2022 года.
CX-60 продаётся в Европе, Японии, Австралии и некоторых других странах. По размерам модель больше, чем Mazda CX-5, меньше, чем Mazda CX-9, шире, чем Mazda CX-50, но короче, чем Mazda CX-8. Конкурентами являются BMW X3, Mercedes-Benz GLC, Audi Q5 и Lexus NX.
В 2022 году автомобиль получил 5 звезд рейтинга EuroNCAP.

## Технические характеристики
| Тип                                   | Модель               | Код двигателя | Объём               | Мощность                                                                            | Крутящий момент                                               | Электродвигатель      | Аккумулятор               | Трансмиссия  | Компоновка | Годы производства               |
| ------------------------------------- | -------------------- | ------------- | ------------------- | ----------------------------------------------------------------------------------- | ------------------------------------------------------------- | --------------------- | ------------------------- | ------------ | ---------- | ------------------------------- |
| Бензиновый двигатель                  | Skyactiv-G 2.5       | PY-VPS        | 2,5 л (2488 см3) I4 | 138 кВт (185 л. с.) при 6,000 об/мин                                                | 250 Н⋅м при 3,000 об/мин                                      | -                     | -                         | 8-скор. АКПП | RWD        | 2022 — настоящее время          |
| Бензиновый двигатель                  | Skyactiv-G 2.5       | PY-VPS        | 2,5 л (2488 см3) I4 | 138 кВт (185 л. с.) при 6,000 об/мин                                                | 250 Н⋅м при 3,000 об/мин                                      | -                     | -                         | 8-скор. АКПП | AWD        | 2022 — настоящее время          |
| Бензиновый двигатель (mild hybrid)    | e-Skyactiv G 3.3     |               | 3,3 л (3283 см3) I6 | 209 кВт (280 л. с.) при 5,000–6,000 об/мин                                          | 450 Н⋅м при 2,000–3,500 об/мин                                | MR M Hybrid Boost ISG | 0.33 кВт⋅ч (литий-ионный) | 8-скор. АКПП | AWD        | 2022 — настоящее время          |
| Бензиновый двигатель (mild hybrid)    | e-Skyactiv X         |               | 3,0 л I6            |                                                                                     |                                                               |                       |                           | 8-скор. АКПП | AWD        |                                 |
| Бензиновый двигатель (plug-in hybrid) | e-Skyactiv PHEV      | PY-VPH        | 2,5 л (2488 см3) I4 | ДВС: 138 кВт (185 л. с.) при 6,000 об/мин Электродвигатель: 129 кВт (173 л. с.)     | ДВС: 250 Н⋅м при 4,000 об/мин Электродвигатель: 270 Н⋅м       | MS                    | 17.8 кВт⋅ч (литий-ионный) | 8-скор. АКПП | AWD        | 2022 — настоящее время          |
| Дизельный двигатель                   | Skyactiv-D 3.3       | T3-VPTS       | 3,3 л 3283 см3) I6  | 170 кВт (228 л. с.) при 4,000–4,200 об/мин                                          | 500 Н⋅м при 1,500–3,000 об/мин                                | -                     | -                         | 8-скор. АКПП | RWD        | 2022 — настоящее время          |
| Дизельный двигатель                   | Skyactiv-D 3.3       | T3-VPTS       | 3,3 л 3283 см3) I6  | 170 кВт (228 л. с.) при 4,000–4,200 об/мин                                          | 500 Н⋅м при 1,500–3,000 об/мин                                | -                     | -                         | 8-скор. АКПП | AWD        | 2022 — настоящее время          |
| Дизельный двигатель (mild hybrid)     | e-Skyactiv D 3.3 200 | T3-VPTH       | 3,3 л (3283 см3) I6 | ДВС: 147 кВт (197 л. с.) при 3,600–4,200 об/мин Электродвигатель: 12 кВт (16 л. с.) | ДВС: 450 Н⋅м при 1,400–3,000 об/мин Электродвигатель: 153 Н⋅м | MR M Hybrid Boost ISG | 0.33 кВт⋅ч (литий-ионный) | 8-скор. АКПП | RWD        | 2022 — настоящее время (Europe) |
| Дизельный двигатель (mild hybrid)     | e-Skyactiv D 3.3 254 | T3-VPTH       | 3,3 л (3283 см3) I6 | ДВС: 187 кВт (251 л. с.) при 3,750 об/мин Электродвигатель: 12 кВт (16 л. с.)       | ДВС: 550 Н⋅м при 1,500–2,400 об/мин Электродвигатель: 153 Н⋅м | MR M Hybrid Boost ISG | 0.33 кВт⋅ч (литий-ионный) | 8-скор. АКПП | AWD        | 2022 — настоящее время          |

## Галерея

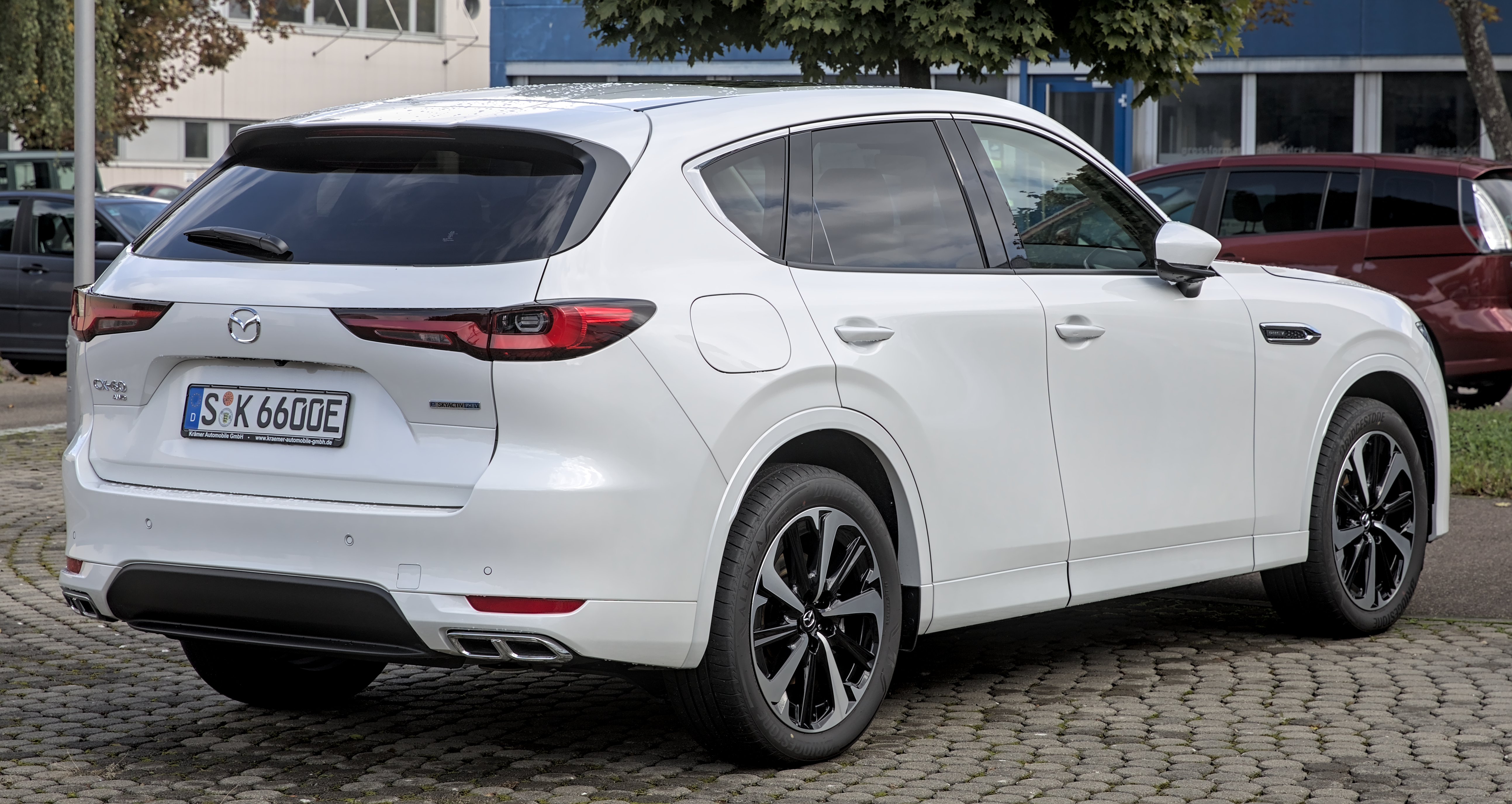
Вид сзади
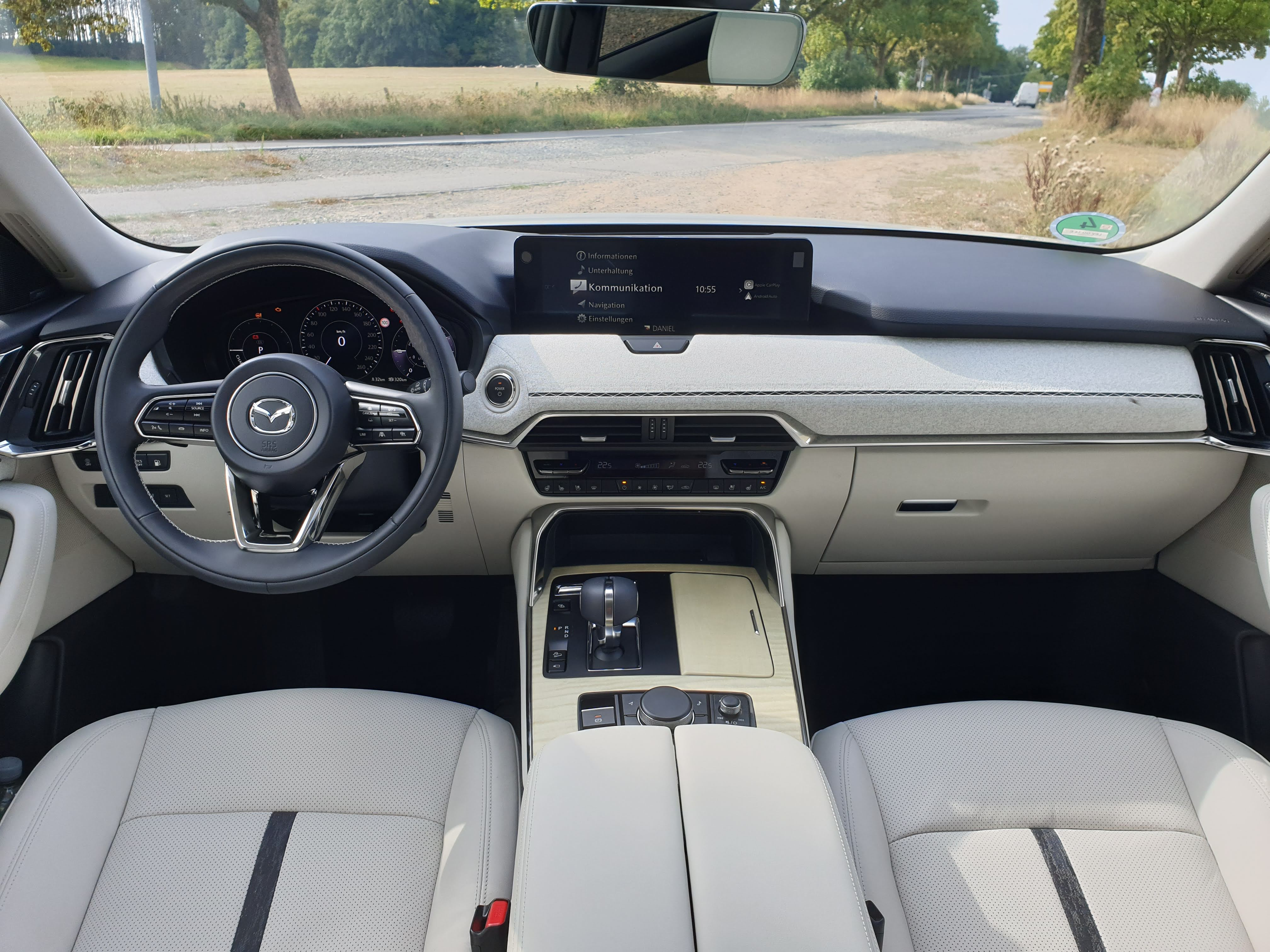
Интерьер